# Slaget vid Weissenstein
Slaget vid Weissenstein (även känt som Slaget vid Biały Kamień) var ett fältslag under kriget mellan Sverige och Polen 1600–1629, som stod mellan svenska och polsk-litauiska trupper den 15 september 1604. Den svenska armén leddes av Arvid Stålarm och den polska av Jan Karol Chodkiewicz. Striden slutade med en seger för Polen, som hade skickat en hjälpstyrka mot de svenska styrkor som belägrade staden Weissenstein (Paide) i Estland.